# Бауден (Західна Вірджинія)
Бауден (англ. Bowden) — переписна місцевість (CDP) в США, в окрузі Рендолф штату Західна Вірджинія. Населення — 0 осіб (2020).

## Географія
Бауден розташований за координатами 38°54′33″ пн. ш. 79°42′32″ зх. д. / 38.90917° пн. ш. 79.70889° зх. д. (38.909127, -79.708898).  За даними Бюро перепису населення США в 2010 році переписна місцевість мала площу 0,32 км², уся площа — суходіл.

## Демографія
Згідно з переписом 2010 року, у переписній місцевості мешкало 9 осіб у 4 домогосподарствах у складі 3 родин. Густота населення становила 28 осіб/км².  Було 10 помешкань (31/км²).
Расовий склад населення:
| - 100,0 % — білих |

До двох чи більше рас належало 0,0 %. Частка іспаномовних становила 0,0 % від усіх жителів.
За віковим діапазоном населення розподілялося таким чином: 11,1 % — особи молодші 18 років, 66,7 % — особи у віці 18—64 років, 22,2 % — особи у віці 65 років та старші. Медіана віку мешканця становила 55,5 року. На 100 осіб жіночої статі у переписній місцевості припадало 50,0 чоловіків;  на 100 жінок у віці від 18 років та старших — 60,0 чоловіків також старших 18 років.
Цивільне працевлаштоване населення становило 0 осіб. 